# Walter Legel
Walter Legel (ur. 29 czerwca 1940 w Bruck an der Leitha, zm. 4 lipca 1999 w Deutsch-Wagram) – austriacki sztangista. Czterokrotny olimpijczyk. Dwudziesty w Rzymie 1960, dziesiąty w Montrealu 1976, szesnasty w Moskwie 1980 i piętnasty w Monachium 1972, ale potem zdyskwalifikowany za stosowanie efedryny. Startował w wadze od 60 do 67,5 kg. Sześciokrotny uczestnik mistrzostw świata; siódmy w 1974. Brązowy medalista mistrzostw Europy w 1974 roku. 
- Turniej w Rzymie 1960

Siedemnasty w podrzucie, dziewiętnasty w rwaniu i dwudziesty czwarty w wyciskaniu. Łącznie uzyskał 282,5 kg. 
- Turniej w Monachium 1972

Dwunasty w podrzucie, dwunasty w rwaniu i szesnasty w wyciskaniu. Łącznie uzyskał 395,0 kg. 
- Turniej w Montrealu 1976

Dziesiąty w podrzucie i trzynasty w rwaniu. Łącznie uzyskał 272,5 kg. 
- Turniej w Moskwie 1980

Piętnasty w podrzucie i czternasty w rwaniu. Łącznie uzyskał 270,0 kg.